# اف-۲۲ (روان‌گردان)
اف-۲۲ (روان‌گردان) (به انگلیسی: F-22 (psychedelic)) با فرمول شیمیایی C۱۴H۲۱NO۲ یک ترکیب شیمیایی با شناسه پاب‌کم ۱۶۰۵۱۷۰۵ است. که جرم مولی آن ۲۳۵٫۳۲۵ g/mol می‌باشد. 